# نجم مظلم (فلم)
نجم مظلم (بالإنجليزية: Dark Star) هو فيلم خيال علمي كوميدي أمريكي من إخراج جون كاربنتر ومن تأليف وبطولة دان أوبانون.صدر الفيلم في صالات السينما في 16 يناير 1975.

## روابط خارجية
مقالات تستعمل روابط فنية بلا صلة مع ويكي بيانات